# Автомобильные пробки в Хьюстоне
Автомобильные пробки в Хьюстоне — дорожные заторы в Хьюстоне, возникающие из-за большого количества транспортных средств, которые превышают максимальную пропускную способность дорог и из-за плохо развитого общественного транспорта в городе. В часы пик в пробки погружаются все основные магистрали города, в том числе Interstate 45, Interstate 10 и кольцевая дорога Interstate 610.

## Причины
Одной из главных причин дорожных заторов в Хьюстоне — плохо развитый общественный транспорт . Общественный транспорт представлен лишь автобусами и одной линией скоростного трамвая. Плохо развитый общественный транспорт вынуждает жителей города ездить на личном автотранспорте, это доказывает то, что преобладающим видом транспорта является автомобиль, так как на нём на работу ездят примерно 75 % жителей города.
Ещё одна причина — спад дорожного строительства. Спад в дорожном строительстве Хьюстона начал происходить в 1990-е годы, на тот момент дорожная ситуация была спокойной. Однако сейчас дорожные заторы возникают из-за большого количества транспортных средств, которые превышают максимальную пропускную способность некоторых дорог.
Также в Хьюстоне формируется «автомобилецентричная» система, то есть высокая индивидуальная мобильность. Этот фактор также влияет на дорожную ситуацию в городе.

## История
Начиная с 1960-х годов неуклонно растёт количество людей, пользующихся автомобилями при поездке на работу. Начиная с 1990 года, число людей, которые ездят на работу на автомобиле в одиночку, составляет порядка 75 %: 1990 — 75,7 %, 2000 — 76,6 %, 2010 − 75 %. В то же время, число людей, задействованных в системе carpool или использующих общественный транспорт, уменьшается.
Институт транспорта техасского университета A&M ведёт статистику о дорожной ситуации с 1982 года, и за весь этот период растёт количество часов в год, которые тратят жители города в стоянии в пробках. Если в 1982 году жители потратили 22 часа в году, то в 1990 году — 28, в 2000 году — 40, в 2011 году — 52. Если в 1995 году Хьюстон занимал завидное 26-е место среди крупных городов по стоянию в пробках, то в 2000 году поднялся до 11-го места, в 2011 году — уже на 6-м. В 2009 году наблюдалось небольшое улучшение транспортной ситуации из-за экономического кризиса, вследствие которого увеличилась безработица, а также из-за увеличения цен на бензин.
Компания INRIX, занимающаяся услугами информирования о трафике, публикует ежегодные отчёты о транспортной ситуации в городах США. В 2008 году агломерация Большой Хьюстон заняла 6 место в списке самых агломераций США, в 2010 году — 7-е.
В сентябре 2005 года была зарегистрирована самая крупная пробка за всю историю города, причиной стала неправильная организация движения во время эвакуации перед ураганом «Рита».

## Меры
За последнее десятилетие случились события, которые повлияли на дорожно-транспортную ситуацию города, хоть и не серьёзно. В 2004 году открылась скоростная трамвайная система, которая на данный момент ежедневно перевозит 36 600 человек. В 2011 году было завершено строительство второго транспортного кольца (Sam Houston Tollway), которое окружает город.

## Галерея
- Плотный поток на западном участке кольцевой дороги Интерстейт 610.
- Плотный поток на западном участке кольцевой дороги Интерстейт 610.
- Плотный поток на западном участке кольцевой дороги Интерстейт 610.
- Автомобильная пробка в сентябре 2005 года из-за эвакуации перед ураганом «Рита».